# Малин — Мизен

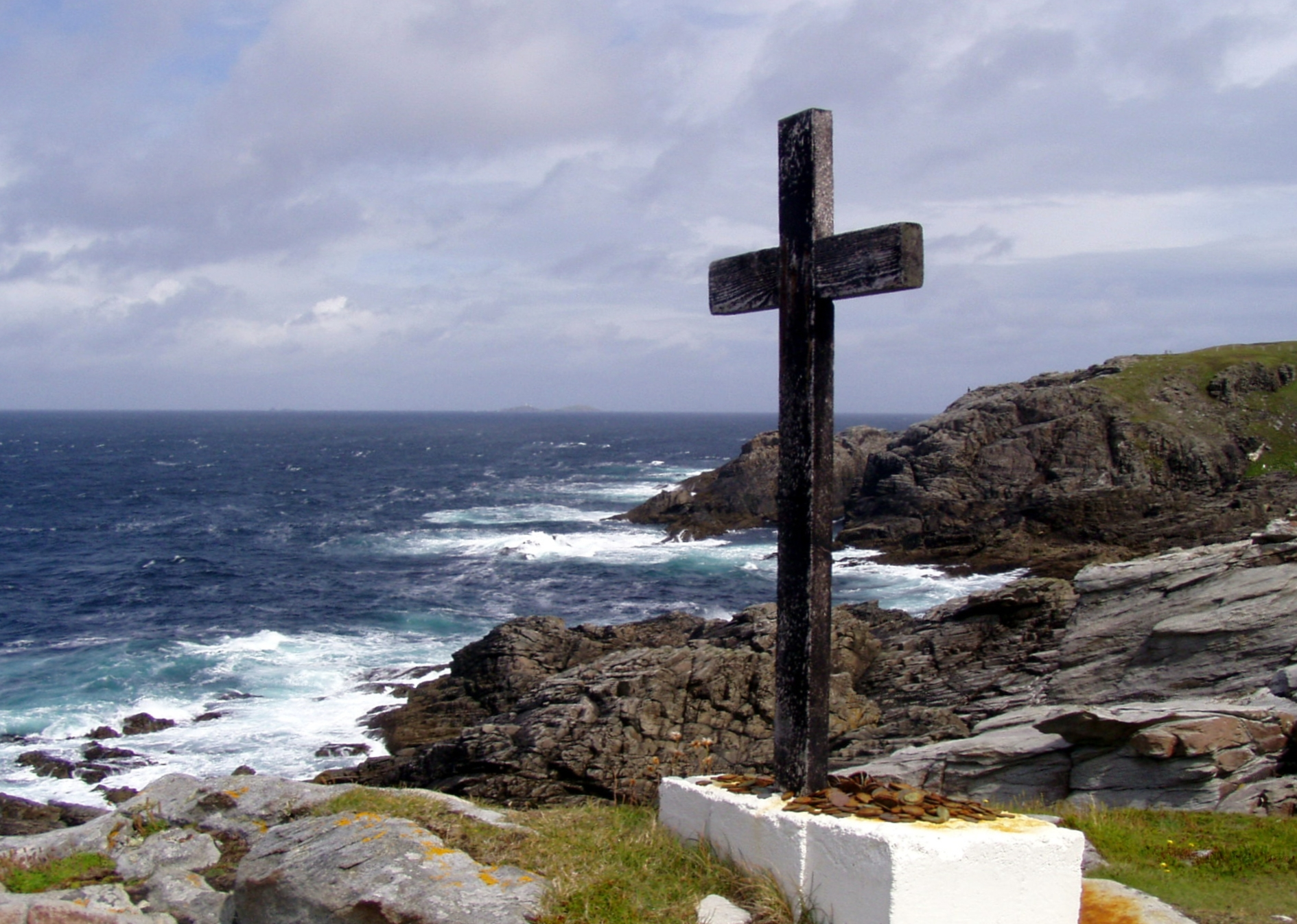
Мыс Малин-Хед

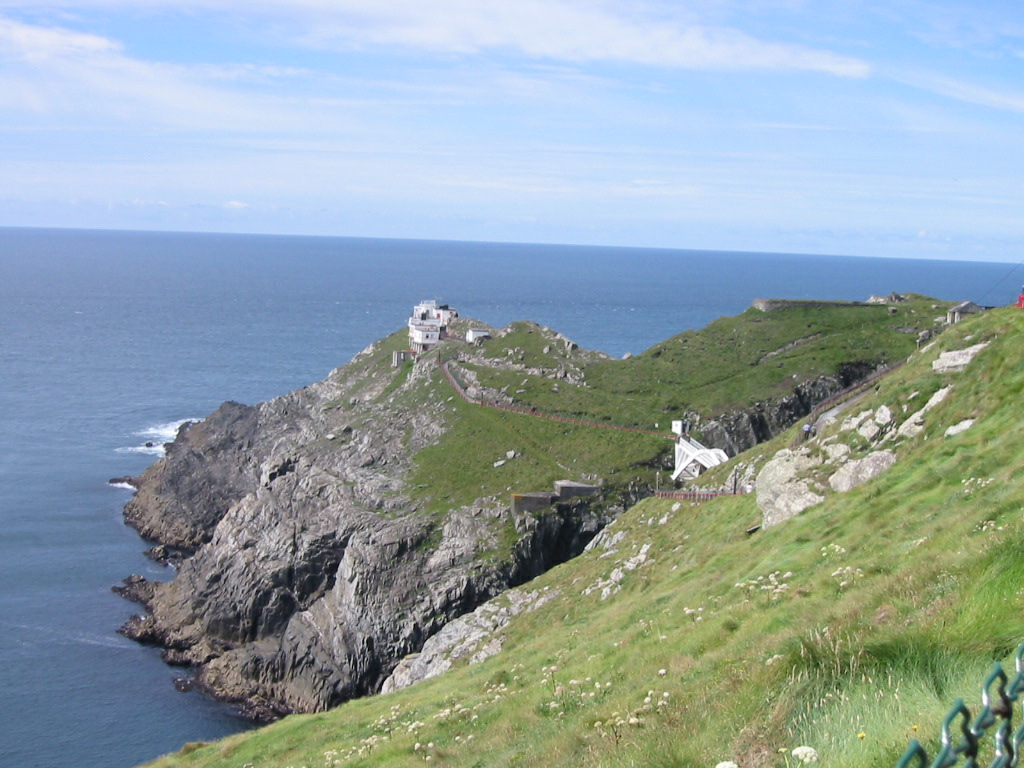
Мыс Мизен-Хед

Малин — Мизен (англ. Malin to Mizen) — собирательное название туристской тропы на острове Ирландия, пролегающей от мыса  Малин-Хед в графстве Донегол (самая северная точка острова Ирландии) до мыса Мизен-Хед в графстве Корк (находится в 3,8 км от самой южной точки Ирландии — Броу-Хэд; многими ошибочно принимается за самую южную точку острова). Тропа популярна среди велосипедистов, пеших туристов и трейлраннеров, которые совершают пробеги по тропе в благотворительных целях. Расстояние по прямой между мысами составляет 466 км, кратчайшая проходимая дистанция — 612 км. В среднем туристы проходят от 644 до 715 километров. В переносном смысле фраза «подход от Малин-Хеда до Мизен-Хеда» (англ. Malin Head to Mizen Head approach) означает всеобъемлющий и масштабный подход к решению какой-либо проблемы.

## Достижения

### Велосипедисты
Рекорд по прохождению тропы среди велосипедистов поставил в 1993 году Алекс Бэрри (англ. Alex Barry), преодолевший тропу за 19 часов 3 минуты. В среднем обычные велосипедисты проходят маршрут за 5—6 дней. С 3 по 5 августа 2012 года велосипедист-ультрамарафонец Рики Джогеган (англ. Ricky Geoghegan) стал первым, кто преодолел всю тропу и вернулся на исходную позицию (стартовал в Малин-Хеде): за 2 дня 7 часов и 37 минут он преодолел расстояние в 773,2 сухопутных мили и установил рекорд Ассоциации велосипедистов-ультрамарафонцев (англ. Ultra Marathon Cycling Association).
Благотворительная организация по борьбе против рака Marie Curie организует забеги по тропе для сбора средств на благотворительные цели. Она предоставляет всю возможную поддержку велосипедистам, которые способны уплатить регистрационный взнос и собрать минимальную спонсорскую поддержку. В июле 2014 года 26 членов велосипедного клуба «Over The Hill» из Уотерграссхилла (графство Йорк) преодолели маршрут за 23 часа (21:16:15 чистого времени движения). Велопробег был организован с целью сбора средств для организации Pieta House, оказывающей помощь людям, которые оказались на грани суицида. В организации регулярных «челленджей» участвуют также организация помощи больным раком детям и молодым людям CLIC Sargent и Ассоциация Ирландии по борьбе против нейрофиброматоза.

### Пешеходный туризм
В 1997 году для благотворительных целей переход по тропе осуществил житель Тайрона Робби Лоу (англ. Robbie Lowe), пройдя на ходулях высотой 1,2 м. В 2002 году Винни Келли (англ. Vinnie Kelly) и Дэнни Фаррен (англ. Danny Farren) из общины Глендад преодолели всю дистанцию за 12 дней, собрав 45 тысяч евро на благотворительные цели. В 2009 году для фонда Marie Curie в течение двух недель собирали средства Стивен О'Райли (англ. Stephen O'Reilly), Майред Руни (англ. Mariead Rooney) и Кьяра О'Хара (англ. Ciara 'O'Hara).
В июле 2013 года 17-летние Джошуа Мур (англ. Joshua Moore) и Мэттью Слоун (англ. Matthew Sloan) преодолели 550 миль без чужой помощи, собрав 5 тысяч фунтов стерлингов для организации «Друзья Белфастского онкологического центра» (англ. Friends of the Cancer Centre in Belfast). В августе того же года 31-летний Майки Реган (англ. Mikey Regan) из Галуэй-Сити преодолел за 15 дней дистанцию в 687 км в поддержку Дублинского госпиталя «The Coombe Neonatal». С 14 мая по 6 июня 2014 года тропу преодолела команда ветеранов трейлраннинга «GeriHatrics» — 71-летний Эдриан Дайвер (англ. Adrian Diver) из Мовилля, 68-летний Бен Хиллиярд (англ. Ben Hilliard) из Навена и 64-летний Питер Ричмонд (англ. Peter Richmond) из Дорсета, пройдя 421 милю.
С 23 июня по 3 июля 2015 года тропу снова прошёл Майки Реган, проходя в среднем 64 км в день и преодолев дистанцию в 706 км. 22-летняя Кейси Хиггинс-Кинг (англ. Casey Higgins-King) из Западного Корка прошла тропу за 15 дней с 10 по 25 сентября того же года, собирая средства для организации ICS Progressio, помогающей малообеспеченным людям. В июне 2016 года 14-летний Лоркан Дойл из Килкенни вместе со своим отцом Робертом прошли дистанцию за 15 дней, преодолев 616 км в поддержку благотворительной организации Teach Tom.

### Бегуны
36-летняя валлийская бегунья Дженнифер Салтер (англ. Jennifer Salter) с 5 по 10 июля 2011 года преодолела дистанцию в 555 километров за 4 дня 23 часа 3 минуты и 10 секунд, побив мировой рекорд ирландца Ричарда Донована более чем на 14 часов. С 25 по 29 марта 2012 года этот рекорд побила британка Шерон Гэйтер (англ. Sharon Gayter), преодолев тропу за 4 дня 1 час 39 минут и 55 секунд (рекорд зафиксирован в Книге Альтернативных Рекордов — Book of Alternative Records). С 22 по 25 сентября 2012 года Мими Андерсон (англ. Mimi Anderson) также преодолела тропу, установив новый рекорд — 3 дня 15 часов 36 минут 23 секунды (подтверждён Книгой рекордов Гиннесса). Ирландский ультрамарафонец Эоин Кит прошёл тропу с 29 апреля по 2 мая 2017 года за 3 дня 3 часа 47 минут, улучшив достижение на 11 часов.

### На велосипеде и пешком
С 3 по 7 июля 2011 года Малкольм Маклафлин (англ. Malcolm McLoughlin) прошёл 200 километров и проехал 610 километров по тропе, поставив целью пробега сбор средств на помощь детям с диагнозом «аутизм».

### Лонгборд
Четверо жителей Европы — Алекс, Раиф, Альфред и Питер — с 7 по 19 июня 2009 года совершили поход по тропе на лонгбордах за 12 дней. Цель их похода — привлечение внимания к кризису в Зимбабве и сбор средств в поддержку фонда Элиаса (англ. Elias Fund).

### Микроскутер
Мэнникс Макалистер (англ. Mannix McAlister) преодолел всю тропу с 8 по 18 сентября 2016 года на своём микроскутере в течение 11 дней: целью его путешествия был сбор денег в поддержку фонда по борьбе против рака Macmillian Cancer Support.